# Remei Margarit i Tayà
Remei Margarit i Tayà   (Sitges, 25 de desembre de 1935 - Barcelona, 12 d'octubre de 2023) fou una psicòloga, cantautora, professora i escriptora, que participà en el moviment de la Nova Cançó i fundà al 1961 el grup Els Setze Jutges, juntament amb Josep Maria Espinàs i Miquel Porter, i amb l'impuls de Lluís Serrahima. Com a cantautora va enregistrar dos discos de cançons pròpies.
Va treballar com a professora i documentalista, va fer tasques editorials, va escriure esporàdicament columnes al Diari de Barcelona, La Vanguardia o El País i es va dedicar a la literatura; així, va publicar poesia, narrativa i assaig.
El 2007 va rebre de manera col·lectiva la Medalla d'Honor –en categoria d'or– del Parlament de Catalunya per la seva tasca com a membre –i fundadora– d'Els Setze Jutges.

## Llibres publicats
- Narrativa breu:
  - Aquells temps, aquells amors. Premià de Mar: El Clavell, 2001
- Novel·la:
  - Estimat John. Barcelona: Columna, 1992 (Premis Literaris Ciutat de Badalona)
  - El viatge. Premià de Mar: El Clavell, 1999
  - La confidència. Lleida: Pagès, 2006[5]
- Poesia:
  - De la soledat i el desig. Barcelona: Ed. 62, 1988
- Prosa de no ficció i assaig:
  - Acerca de la mujer (2002)
  - La capsa dels fils. Coses del viure (2013)
  - La gota de agua del colibrí (recull d'articles periodístics, 2020)

## Discografia
- Remei Margarit canta les seves cançons (EP, Edigsa, 1962)[7]
- La violoncel·lista (EP, Edigsa, 1964)